# 中御門宣明
中御門宣明（なかのみかど のぶあき、乾元元年（1302年） - 貞治4年（1365年）6月3日）は、鎌倉時代後期から室町時代前期にかけての公卿。初名は中御門宣藤。

## 官歴
- 延慶2年（1309年）：従五位下
- 正和4年（1315年）：従五位上、宮内権少輔
- 文保2年（1318年）：正五位下
- 文保3年（1319年）：木工頭
- 元応2年（1320年）：勘解由次官
- 元徳元年（1329年）：蔵人、左少弁
- 元徳2年（1330年）：正五位上
- 元徳3年（1331年）：従四位下、右中弁、右宮城使、中宮大進
- 元徳4年（1332年）：従四位上、春宮亮、左中弁
- 建武2年（1335年）：正四位下
- 建武3年（1336年）：蔵人頭
- 建武4年（1337年）：右大弁
- 暦応元年（1338年）：左大弁
- 暦応2年（1339年）：参議
- 暦応3年（1340年）：従三位
- 貞和3年（1347年）：正三位
- 貞和4年（1348年）：権中納言
- 貞和5年（1349年）：従二位
- 延文元年（1356年）：正二位
- 貞治2年（1363年）：権大納言

## 系譜
- 父：中御門経宣
- 養子：中御門宣方（田向経兼の子）